# 多瑙河站
多瑙河站（法語：Danube）是巴黎地鐵的一個車站。多瑙河站開通於1911年1月18日，是巴黎地鐵7號線支線的一個車站。車站所在地在過去曾是一座礦山。車站名稱來自於多瑙河廣場。

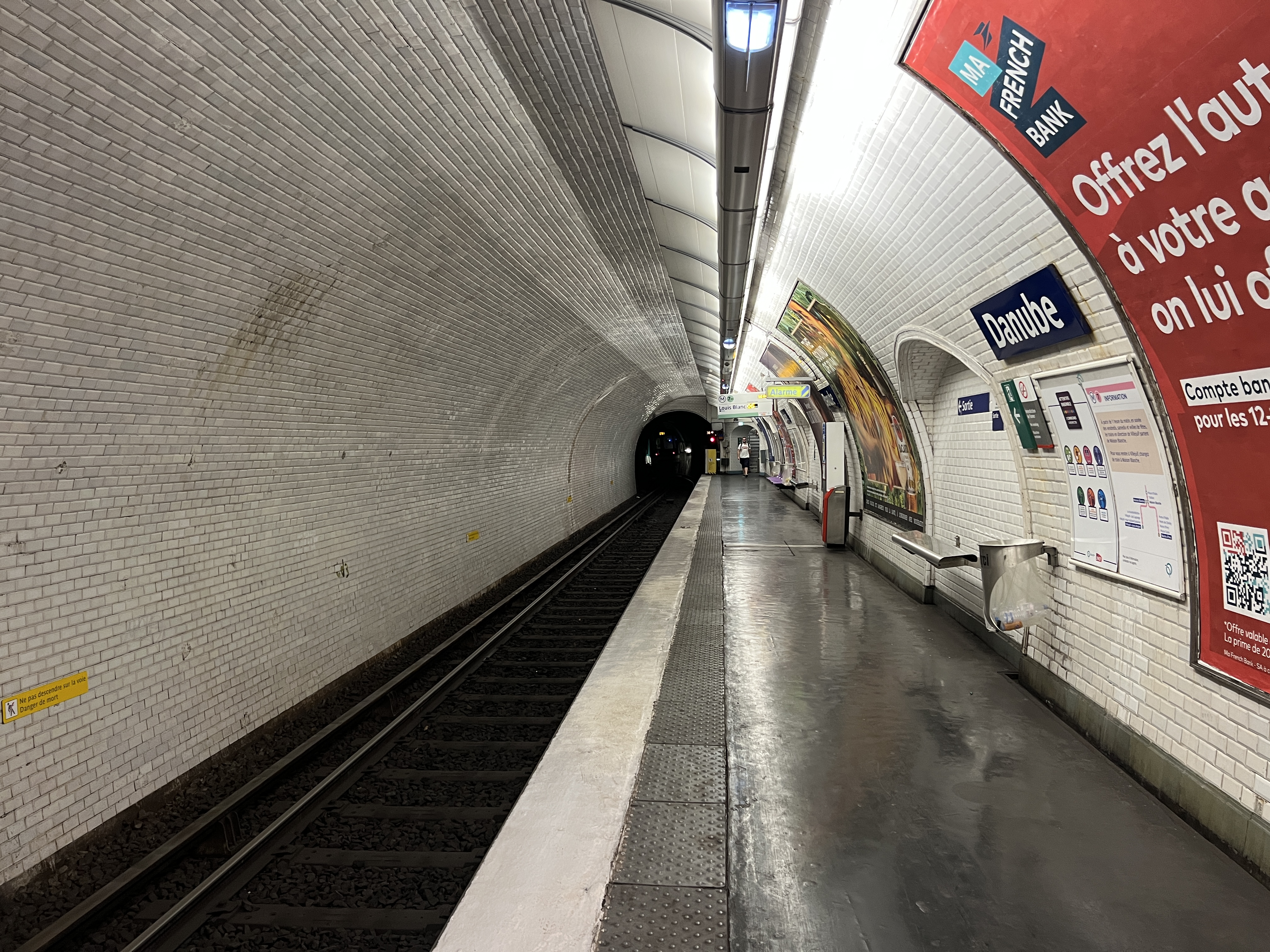
月台（2022年6月）

## 車站結構
| 街道層        |                       |                         |
| B1            | 月台連接夾層          |                         |
| 7號線支線月台 | 內行                  | 往路易·布朗克（博扎里） |
| 7號線支線月台 | 島式月台，左/右側開門 |                         |
| 7號線支線月台 | 內行                  | 往路易·布朗克（博扎里） |